# 蒙托迪内
蒙托迪内（義大利語：Montodine），是意大利克雷莫纳省的一个市镇。总面积11平方公里，人口2578人，人口密度234.4人/平方公里（2009年）。国家统计（ISTAT）代码为019059。